# Omã nos Jogos Olímpicos de Verão de 2024
Omã participou dos Jogos Olímpicos de Verão de 2024, realizados em Paris, na França. Foi a 11.ª aparição consecutiva do país nos Jogos Olímpicos de Verão desde a estreia em Los Angeles 1984.
Foi representado por quatro atletas que competiram em três esportes, mas nenhum conquistou medalhas.

## Competidores
Esta foi a participação por modalidade nesta edição:
| Esporte   | Masculino | Feminino | Total |
| --------- | --------- | -------- | ----- |
| Atletismo | 1         | 1        | 2     |
| Natação   | 1         | 0        | 1     |
| Tiro      | 1         | 0        | 1     |
| Total     | 3         | 1        | 4     |

## Desempenho

### Atletismo
- Q = Qualificado para a próxima fase
- q = Qualificado para a próxima fase como o perdedor mais rápido ou, em eventos de campo, pela posição sem atingir o alvo para qualificação
- N/A = Fase não aplicável para o evento
- Bye = Atleta não precisou disputar aquela fase

Masculino
Eventos de pista
| Atleta               | Evento | Preliminar | Preliminar | Baterias | Baterias | Semifinal   | Semifinal   | Final       | Final       | Ref.  |
| Atleta               | Evento | Tempo      | Pos.       | Tempo    | Pos.     | Tempo       | Pos.        | Tempo       | Pos.        | Ref.  |
| -------------------- | ------ | ---------- | ---------- | -------- | -------- | ----------- | ----------- | ----------- | ----------- | ----- |
| Ali Anwar Al-Balushi | 100 m  | Bye        | Bye        | 10.26    | 6        | Não avançou | Não avançou | Não avançou | Não avançou | [ 5 ] |

Feminino
Eventos de pista
| Atleta          | Evento | Preliminar | Preliminar | Baterias    | Baterias    | Semifinal   | Semifinal   | Final       | Final       | Ref.  |
| Atleta          | Evento | Tempo      | Pos.       | Tempo       | Pos.        | Tempo       | Pos.        | Tempo       | Pos.        | Ref.  |
| --------------- | ------ | ---------- | ---------- | ----------- | ----------- | ----------- | ----------- | ----------- | ----------- | ----- |
| Mazoon Al-Alawi | 100 m  | 12.58      | 7          | Não avançou | Não avançou | Não avançou | Não avançou | Não avançou | Não avançou | [ 6 ] |

### Natação
Masculino
| Atleta        | Evento      | Eliminatórias | Eliminatórias | Semifinal   | Semifinal   | Final       | Final       | Ref.  |
| Atleta        | Evento      | Tempo         | Pos.          | Tempo       | Pos.        | Tempo       | Pos.        | Ref.  |
| ------------- | ----------- | ------------- | ------------- | ----------- | ----------- | ----------- | ----------- | ----- |
| Issa Al-Adawi | 100 m livre | 53.19         | 70            | Não avançou | Não avançou | Não avançou | Não avançou | [ 7 ] |

### Tiro
Masculino
| Atleta         | Evento         | Qualificação | Qualificação | Final       | Final       | Ref.  |
| Atleta         | Evento         | Marca        | Pos.         | Marca       | Pos.        | Ref.  |
| -------------- | -------------- | ------------ | ------------ | ----------- | ----------- | ----- |
| Said Al-Khatri | Fossa olímpica | 114          | 30           | Não avançou | Não avançou | [ 8 ] |